# Aïn El Hammam (source)
 (septembre 2015).
Si vous disposez d'ouvrages ou d'articles de référence ou si vous connaissez des sites web de qualité traitant du thème abordé ici, merci de compléter l'article en donnant les références utiles à sa vérifiabilité et en les liant à la section « Notes et références ».
Pour les articles homonymes, voir Ain El Hammam.

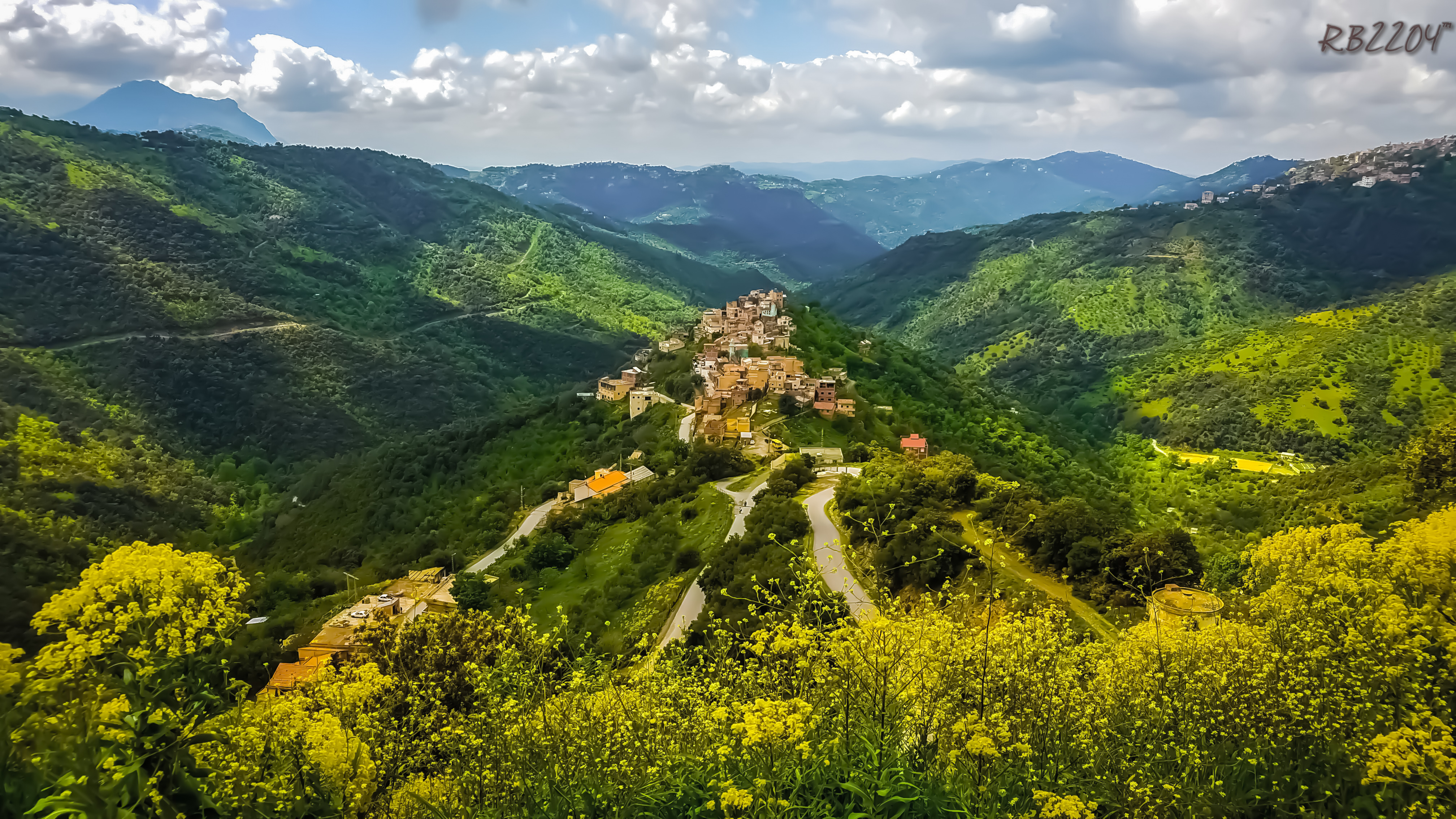

Aïn El Hammam, ou Khochbi pour les habitants de la région, est une source thermale située dans la commune d'Ouled Si Slimane dans la Wilaya de Batna d'une température de 32 °C et d'un débit de 12 litres par seconde.

## Développement du site
Aïn El Hammam bénéficiera ainsi que deux autres sources thermales de la région d'une enveloppe financière de 3 millions de dinars débloquée par la Direction du tourisme de la Wilaya de Batna. En perspective de l'année 2010, la Direction du tourisme réalise une opération des caractéristiques thermales de la source. L'objectif stratégique est de faire de ces sites des destinations de bien-être, de cure sur la carte internationale et un puissant vecteur de développement touristique dans la région des Aurès.

## Vertus thérapeutiques
Les vertus thérapeutiques et curatives de la source thermale Aïn El Hammam concerne les affections rhumatismales et veineuses (artériopathie et hypertension artérielle).